# Orbinia riseri
Orbinia riseri är en ringmaskart som först beskrevs av Pettibone 1957.  Orbinia riseri ingår i släktet Orbinia och familjen Orbiniidae. Inga underarter finns listade i Catalogue of Life.